# Handelsnormer för frukt och grönsaker inom Europeiska unionen

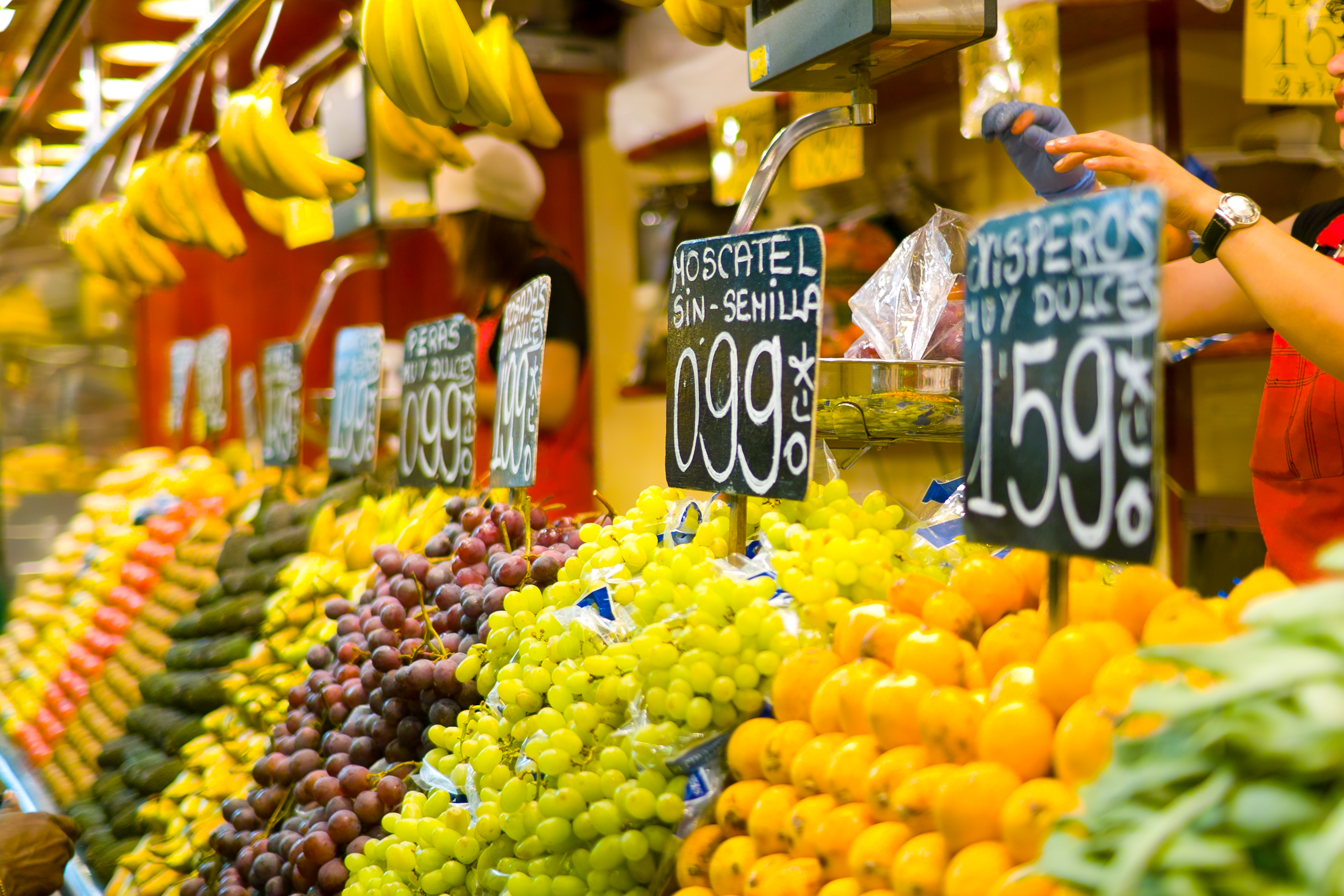
Handelsnormerna gäller vid handel och försäljning inom Europeiska unionen.

Handelsnormer för frukt och grönsaker inom Europeiska unionen är gemensamma bestämmelser om kvalitet och sortering av frukt och grönsaker som gäller inom Europeiska unionen. De gäller för all försäljning som inte sker direkt från den egna gården.
Handelsnormerna syftar till att standardisera hur frukt och grönsaker delas in i olika klasser så att konsumenter enkelt kan jämföra priset mellan varor av likvärdig kvalitet, samtidigt som producenter endast behöver förhålla sig till ett enda sådant klassificeringssystem inom hela unionen. Bestämmelserna fastställs av Europeiska kommissionen i enlighet med marknadsordningsförordningen och utgör en viktig del av den gemensamma jordbrukspolitiken och den inre marknaden för frukt och grönsaker.
De första handelsnormerna för frukt och grönsaker sträcker sig tillbaka till början av 1960-talet. Handelsnormerna har kritiserats för att vara alltför detaljerade. Framför allt de tidigare bestämmelserna om olika klasser av gurkor baserat på deras krökning lyfts ofta fram som ett typexempel på överdriven detaljstyrning inom unionen. Dessa bestämmelser upphävdes dock den 1 juli 2009 när kommissionen Barroso I förenklade regelverket kring handelsnormerna.

## Produktspecifika normer

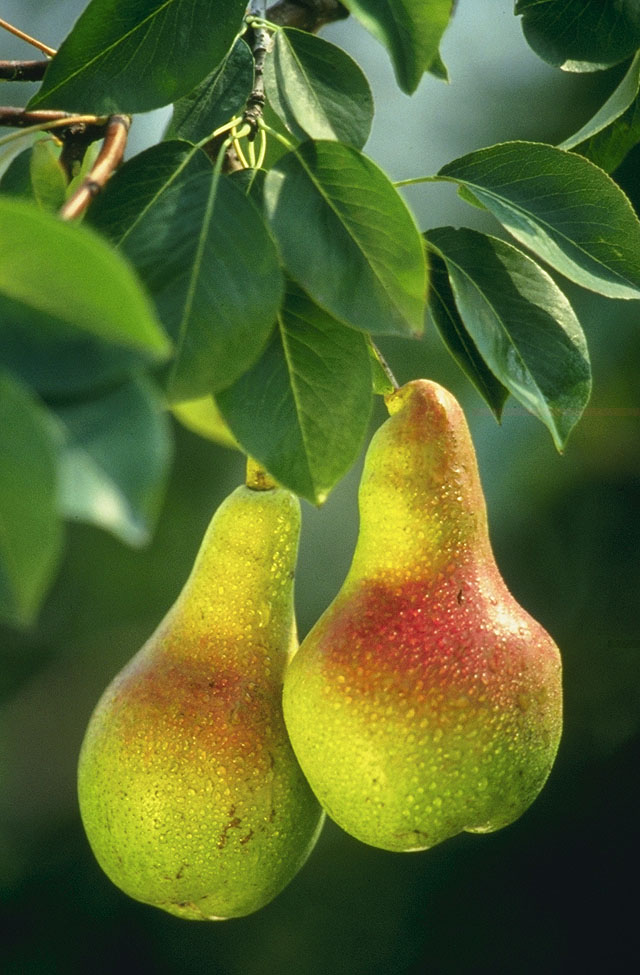
Päron omfattas av produktspecifika handelsnormer.

Sedan den 1 juli 2009 omfattas endast ett tiotal frukter och grönsaker av produktspecifika normer. För dessa frukter och grönsaker måste de gemensamma handelsnormerna tillämpas vid all försäljning som inte sker direkt från gården.
För följande frukter gäller produktspecifika normer:
- bordsdruvor
- citrusfrukter (citroner, mandariner, satsumas, klementiner och apelsiner)
- jordgubbar
- kiwifrukt
- persikor och nektariner
- päron
- äpplen
- bananer (endast gröna)

För följande grönsaker gäller produktspecifika normer:
- paprika
- sallat (huvudsallat, frisésallat och escaroletsallat)
- tomat

## Allmänna handelsnormen
Frukt och grönsaker som inte omfattas av någon produktspecifik handelsnorm måste istället överensstämma med den allmänna handelsnormen enligt marknadsordningsförordningen. Enligt den allmänna handelsnormen ska frukt och grönsaker som är avsedda att säljas färska till konsumenter vara av sund, god och marknadsmässig kvalitet och försedda med uppgift om ursprungsland i varje handelsled. Produkter som uppfyller ECE:s handelsnormer anses alltid uppfylla den allmänna handelsnormen och behöver därför inte uppfylla ytterligare krav.

## Gurkförordningen

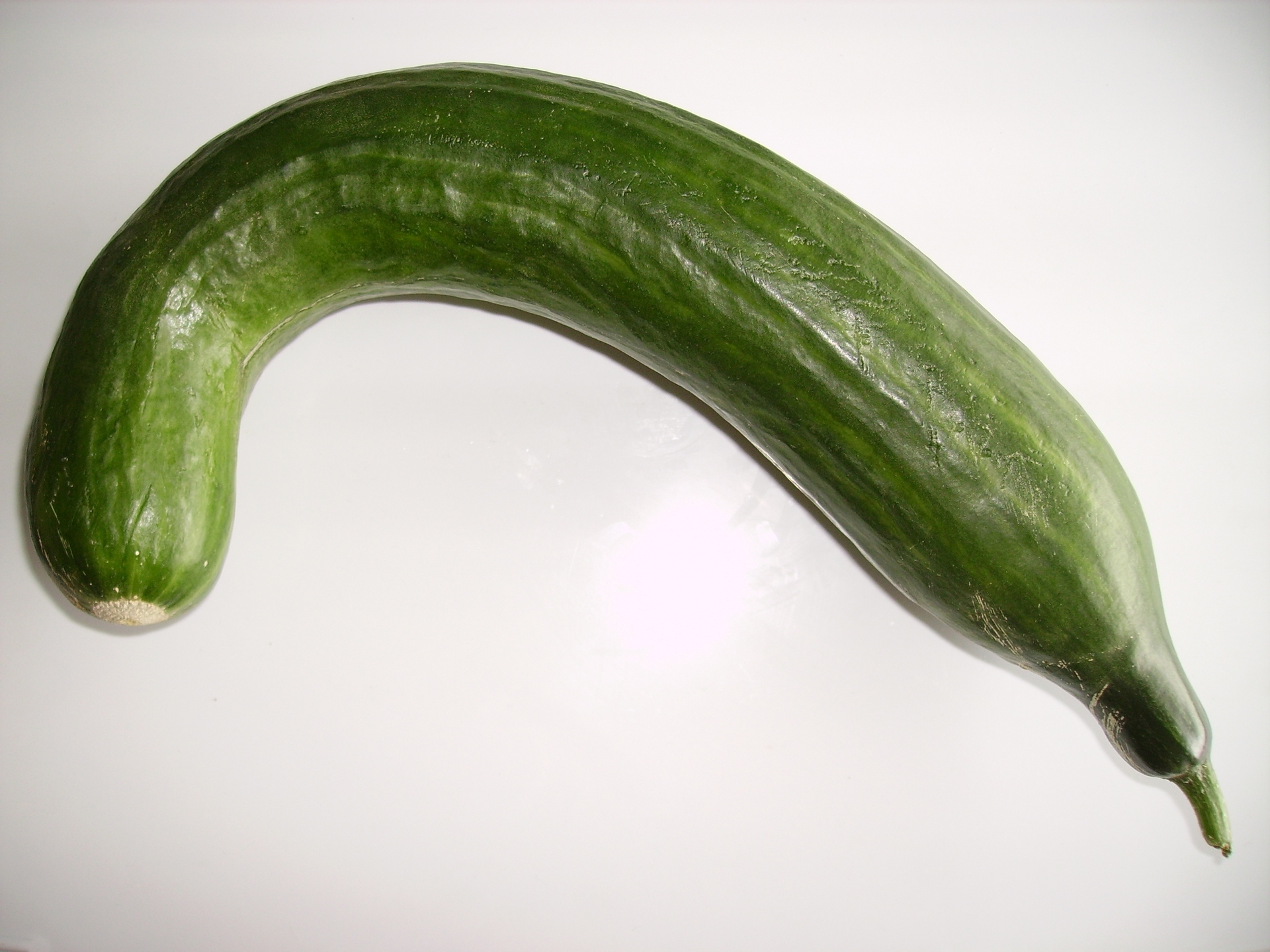
En gurka tillhörande tidigare klass III.

Gurkförordningen var en förordning som utfärdades av kommissionen den 15 juni 1988 och som trädde i kraft den 1 januari 1989. Den innehöll bestämmelser om kvalitetsnormer för gurka, däribland ett gemensamt klassificeringssystem med fyra olika klasser baserat på hur krökta gurkorna var. Syftet med gurkförordningen var bland annat att underlätta paketeringen av gurkor i kartonger vid olika typer av transporter och att göra det enklare för konsumenter att veta vilken kvalitet en gurka håller vid försäljning under en viss beteckning. Utöver gurkornas krökning omfattade handelsnormerna även krav om bland annat deras storlek och vikt, fasthet, färg, lukt och smak.
Gurkbestämmelserna gav upphov till en myt om att för böjda gurkor var helt förbjudna att säljas inom Europeiska unionen. I själva verket var alla gurkor tillåtna att säljas, men alltför krökta gurkor fick säljas som ”oklassificerade” eftersom de inte kvalade in i någon av de fyra klasserna av gurkor. Gurkbestämmelserna lyfts ofta fram av kritiker som ett typexempel på överdriven detaljstyrning inom unionen, även efter att de har avskaffats.
Gurkförordningen upphävdes den 1 juli 2009 när kommissionen Barroso I genomförde en genomgripande ändring av handelsnormerna i syfte att förenkla dem och ta bort onödiga regelverk. Utöver gurka togs handelsnormerna för ytterligare 25 frukter och grönsaker bort.